# Campionat del món de seleccions nacionals de raquetbol
El Campionat del món de seleccions nacionals de raquetbol és una competició organitzada per la Federació Internacional de Raquetbol (IRF) que es disputa cada dos anys des de 1981.
Les competicions en categoria masculina i femenina determinen una classificació combinada.
| Campionat del món de raquetbol de seleccions nacionals |      |                      |                |               |                  |
|                                                        | Any  | Seu                  | Campió masculí | Campió femení | Campió combinada |
| I                                                      | 1981 | Estats Units         | -              | -             | Estats Units     |
| II                                                     | 1984 | Estats Units         | Estats Units   | Estats Units  | Estats Units     |
| III                                                    | 1986 | Estats Units         | Canadà         | Estats Units  | Estats Units     |
| IV                                                     | 1988 | Alemanya             | Canadà         | Estats Units  | Estats Units     |
| V                                                      | 1990 | Veneçuela            | Estats Units   | Estats Units  | Estats Units     |
| VI                                                     | 1992 | Canadà               | Estats Units   | Estats Units  | Estats Units     |
| VII                                                    | 1994 | Mèxic                | Estats Units   | Estats Units  | Estats Units     |
| VIII                                                   | 1996 | Estats Units         | Canadà         | Estats Units  | Estats Units     |
| IX                                                     | 1998 | Bolívia              | Estats Units   | Estats Units  | Estats Units     |
| X                                                      | 2000 | Mèxic                | Canadà         | Estats Units  | Canadà           |
| XI                                                     | 2002 | Puerto Rico          | Canadà         | Estats Units  | Estats Units     |
| XII                                                    | 2004 | Corea del Sud        | Estats Units   | Estats Units  | Estats Units     |
| XIII                                                   | 2006 | República Dominicana | Estats Units   | Estats Units  | Estats Units     |
| XIV                                                    | 2008 | Irlanda              | Estats Units   | Estats Units  | Estats Units     |
| XV                                                     | 2010 | Corea del Sud        | Estats Units   | Estats Units  | Estats Units     |
| XVI                                                    | 2012 | República Dominicana | Estats Units   | Mèxic         | Estats Units     |
| XVII                                                   | 2014 | Canadà               | Estats Units   | Mèxic         | Estats Units     |